# Риџвил Корнерс (Охајо)
Риџвил Корнерс (енгл. Ridgeville Corners) насељено је место без административног статуса у америчкој савезној држави Охајо.

## Демографија
По попису из 2010. године број становника је 435.
| Група             | 2000.    | 2010.       |
| Белци             | 0 (0,0%) | 410 (94,3%) |
| Афроамериканци    | 0 (0,0%) | 0 (0,0%)    |
| Азијати           | 0 (0,0%) | 0 (0,0%)    |
| Хиспаноамериканци | 0 (0,0%) | 16 (3,7%)   |
| Укупно            | 0        | 435         |